# Marie d'Anjou
 (septembre 2023).
Cet article concerne la reine de France. Pour les autres personnalités du même nom, voir Marie d'Anjou (homonymie).
La princesse Marie d'Anjou, née le 14 octobre 1404 au château d'Angers et morte le 29 novembre 1463 à l'abbaye cistercienne Notre-Dame des Châtelliers, est reine de France de 1422 à 1461, par son mariage avec le roi Charles VII.

## Biographie
Marie est la fille de Louis II d'Anjou (1377-1417), duc d'Anjou, comte de Provence, roi titulaire de Naples, et de Yolande d'Aragon (1381-1442) (fille de Jean Ier et d'Yolande de Bar). Elle est la sœur du futur roi René et l'arrière-petite-fille du roi de France Jean le Bon.
Elle est fiancée à l'âge de 9 ans, le 20 novembre 1413, au Louvre, par son père, Louis II d'Anjou, au comte Charles de Ponthieu, né le 22 février 1403, âgé seulement de dix ans. Il est le dernier fils du roi de France, Charles VI et de la reine Isabeau de Bavière, et il n'a aucune chance de régner, étant précédé de deux frères ainés, les ducs Louis de Guyenne (1397-1415) et Jean de Touraine (1398-1417). Le sort en décide autrement : ses deux frères étant morts prématurément, il deviendra dauphin de France le 4 avril 1417, à l'âge de 14 ans.
Après leurs fiançailles, Yolande d'Aragon, ne souhaitant pas laisser sa fille à Paris, dans une période dangereuse, sous la menace des Bourguignons, emmena les jeunes fiancés en Anjou et en Provence, au début de 1414. Entre le château d'Angers et le château de Tarascon, Charles et Marie vont vivre dans la paix deux années studieuses qui vont les lier d'amitié pour le reste de leur vie.
Au mois de juin de l'année 1416, Charles de Ponthieu devra rentrer à Paris, sous la tutelle de son père, le roi Charles VI, pour participer au Conseil de Régence présidé par son futur beau-père, Louis II d'Anjou, qui décédera le 29 avril 1417. Le dauphin Charles de Ponthieu, âgé de 14 ans, assisté de conseillers Armagnacs fidèles à la couronne, est désigné pour  succéder à feu Louis II d'Anjou à la présidence du conseil de régence : il  attire ainsi sur lui la réaction du duc de Bourgogne, Jean sans Peur, décidé à prendre le pouvoir, du fait de l'incapacité du roi Charles VI et de la jeunesse du dauphin.
La réaction de Jean sans Peur ne tarde pas : le 29 mai 1418, alors que les deux fiancés résident à l'Hôtel Saint-Pol, demeure royale du quartier du Marais, à Paris, ils sont menacés par les Bourguignons, menés par le bourreau Capeluche, aux ordres du duc de Bourgogne, Jean sans Peur, qui viennent d'envahir Paris en pleine nuit. Le dauphin, protégé par de fidèles officiers de la couronne, réussit à fuir et va se réfugier à Bourges, capitale de son Duché de Berry . Mais, Marie d'Anjou, adolescente de treize ans, était restée otage de Jean sans Peur. Elle s'était réfugiée, avec sa suite, dans l'Hôtel de Bourbon et avait assisté aux massacres commis par les Bourguignons, dont elle faillit être victime. Elle ne sera délivrée que le 22 septembre 1418, et rendue à sa mère et à son fiancé, au château de Saumur, résidence de Yolande d'Aragon, par le duc Jean V de Bretagne, allié de Jean sans Peur, en échange de la ratification du projet de traité de Saint-Maur (1418) que le dauphin n'entérinera finalement pas.
Placée sous la protection de sa mère, Yolande d'Aragon, la princesse Marie d'Anjou, a vécu des jours paisibles en Anjou. Elle s'est mariée le 22 avril 1422 avec le dauphin Charles de Ponthieu, futur roi Charles VII, en la cathédrale Saint-Étienne de Bourges. Le mariage est célébré par monseigneur Guillaume de Champeaux, évêque de Laon. La cérémonie des noces, organisée par Jean Louvet, conseiller du dauphin, assisté par son épouse, dame d'honneur de la princesse, fut fastueuse, au point que la princesse dut vendre ses bijoux et sa Bible enluminée, afin de payer une partie des créanciers.

### Reine de France

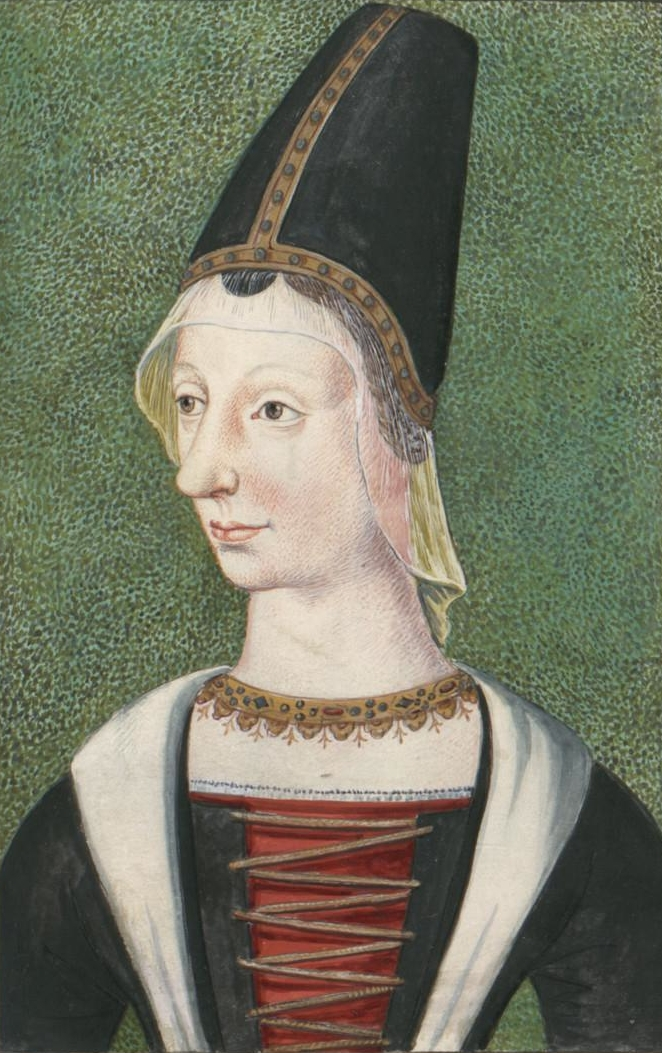
Copie d'un portrait disparu de Marie d'Anjou
(collection Roger de Gaignières, XVIIe siècle, Paris, BnF).

Après la mort de son père, le roi Charles VI, survenue le 21 octobre 1422, le dauphin Charles de Ponthieu, seul héritier légitime de la couronne, se proclame roi de France le 30 octobre 1422, sous le nom de Charles VII. Il occupe la cinquième place dans la Dynastie de Valois des rois ayant régné sur la France. En ce jour solennel, le roi Charles VII, nouvellement couronné, siège  en majesté, au côté de son épouse, Marie d'Anjou, reine de France, lors de la cérémonie religieuse présidée par monseigneur Henry d'Avaugour, archevêque de Bourges, en la cathédrale de Bourges, entouré de ses fidèles conseillers et de personnalités du royaume.
La reine de France, future mère de famille nombreuse, a déjà mis au monde trois enfants, lorsque Jeanne d'Arc, en provenance de Lorraine est venue en mission en Touraine : Jeanne d'Arc est présentée le 25 février 1429, à l'âge de 17 ans, au roi Charles VII, au château de Chinon, puis à la reine Marie d'Anjou et à sa mère, Yolande d'Aragon. Elle a traversé des territoires hostiles tenus par les Anglais et par leurs alliés Bourguignons, protégée par l'escorte armée  du  chevalier Robert de Baudricourt, capitaine de Vaucouleurs et chambellan du duc René d'Anjou, frère de la reine.
En invoquant les saints du ciel, Jeanne d'Arc proclame la légitimité de Charles VII, roi de France. Elle dénonce à Chinon le  traité de Troyes, accordant en 1420 la royauté de France aux usurpateurs anglais de la dynastie de Plantagenêt-Lancastre, incarnée par le jeune Henri VI, âgé de 8 ans, orphelin de son père, le roi Henri V d'Angleterre, placé sous la tutelle de son oncle, le duc de Bedford, qui exerce la présidence de la  Régence du royaume de France à Paris. Elle  encourage le roi Charles VII  à renforcer la défense d'Orléans et à bouter les Anglais hors de France. De victoire en victoire, depuis Orléans, le roi de France recouvrera la totalité de ses territoires, après la bataille de Castillon du 17 juillet 1453 (à l'exception de Calais qui ne sera restitué au royaume de France qu'en 1558).
La reine, résidant à Chinon, ne pourra participer à la chevauchée royale, ni  assister à la cérémonie du couronnement de son mari, le roi Charles VII, organisée en la cathédrale de Reims, le 17 juillet 1429, à l'instigation de Jeanne d'Arc. Elle en reçoit un compte-rendu détaillé de Pierre de Beauvau.
Elle remplit parfaitement son rôle de mère de famille nombreuse en donnant à son époux pas moins de 14 enfants, de 1423 à 1446, dont cinq sont morts prématurément. L'aîné de ses enfants, né le 3 juillet 1423 à Bourges, est  l'héritier au trône, le futur Louis XI.
La reine de France, décrite par les chroniqueurs comme pieuse et effacée, a joué un rôle non négligeable auprès de son époux : on relève notamment qu'elle a participé par intermittence à l'administration du royaume, avec les fonctions de lieutenant-général du roi , dont entre autres la  présidence du conseil, lors des  déplacements du roi Charles VII. Elle dirigeait une centaine de personnes. Elle a organisé  la rénovation complète du château de Chinon.
Marie d'Anjou gère directement et avec sagesse sa fortune, conseillée par Jacques Coeur, qui  occupe avec succès la charge d'Argentier du roi, qu'il exerce conjointement avec celle de la reine : il est qualifié de « secrétaire du roi et commis à la trésorerie et recette générale de la Maison de la Reine ».
Elle est citée par l'historien Louis-François de Villeneuve-Bargemon, comme « modèle des épouses et des reines, femme héroïque, mère des pauvres et des infortunés ».
Elle restera discrètement en retrait de la vie sentimentale de son mari et toujours avec bienveillance. Celui-ci choisit, comme favorite, une ancienne demoiselle d'honneur de son épouse, Agnès Sorel, connue sous le nom de Dame de Beauté, dont trois filles seront légitimées en tant que princesses de France et mariées à de grands seigneurs de la Cour. Selon Diderot et d'Alembert, auteurs de l'Encyclopédie en 1741, « La reine Marie d'Anjou, princesse vertueuse et très attachée au roi son mari, ne cessa d'aimer et d'estimer Agnès Sorel et de travailler avec elle au bonheur et à la gloire du roi ».
Le 7 octobre 1461, la reine accueille dans sa résidence du château d'Amboise, son fils Louis XI, sacré roi de France, en la cathédrale de Reims, le 15 août 1461, après la mort de son père Charles VII, survenue le 22 juillet 1461 au château de Mehun-sur-Yèvre .

### Mission à Saint-Jacques-de-Compostelle
La reine Marie d'Anjou, à la fin de sa vie, est envoyée en ambassade par son fils, le roi Louis XI, à la cathédrale de Saint-Jacques-de-Compostelle, afin de pérenniser la fondation  des rois de France du haut Moyen Âge, relayée par Charles V (1338-1380), de la chapelle San Salvador, baptisée « Chapelle des rois de France », symbole de l'amitié franco-espagnole, que la Société française des Amis de Saint-Jacques-de-Compostelle contribue toujours, de nos jours, à subventionner. Selon une spécialiste du pèlerinage de Compostelle, Denise Péricard-Méa, le pèlerinage fut effectué en hiver, à la mauvaise saison, de plus par mer.
La mission de la reine Marie d'Anjou a, sans doute, contribué au maintien de la tradition du pèlerinage de Saint-Jacques de Compostelle, que les pèlerins français pratiquaient chaque année en parcourant à pied ou à cheval les Chemins de Compostelle en France, avant de franchir les Pyrénées et de traverser l'Espagne, pour aboutir en  Galice. Ils maintiennent cette tradition. Un  certain nombre d'entre eux, à la faveur des transports contemporains, parviennent à la cathédrale et se recueillent encore aujourd'hui  dans la chapelle des rois de France.
Parmi les étapes françaises du pèlerinage figure la ville de Bourges, dont la cathédrale Saint-Étienne, inscrite en 1992 sur la liste du patrimoine mondial de l'Unesco, conserve le souvenir du mariage de la princesse Marie d'Anjou avec le dauphin de France, de leur avènement royal et du baptême de leur premier fils, le futur roi Louis XI.

### Décès de la reine à l'Abbaye cistercienne Notre-Dame des Châtelliers
Lors de son retour de Saint-Jacques de Compostelle, la reine Marie d'Anjou, épuisée au cours de ce long parcours par voie maritime, depuis la Galice espagnole, débarque à La Rochelle. Après environ 400 lieues de parcours par voie terrestre, son état de santé est alarmant : elle est alors accueillie à l'Abbaye des Châtelliers, située dans l'actuel département des Deux-Sèvres, où elle meurt le 29 novembre 1463, assistée religieusement par les moines cisterciens. La translation de ses cendres eut lieu  à la nécropole royale de Saint-Denis. En souvenir de la reine, l'Abbaye obtint le titre d'« Abbaye Royale »

### Épilogue
La reine Marie d'Anjou s'est éteinte, après deux ans de veuvage. Son règne a été marqué par les victoires du royaume de France sur le royaume d'Angleterre, dans une époque bouleversée par la guerre de Cent Ans. Elle est inhumée dans la chapelle Saint-Jean-Baptiste de la basilique Saint-Denis, à côté du tombeau de son époux, le roi Charles VII.
Elle laisse à la France le souvenir d'une reine exemplaire. Regnaud le Queux, auteur du Moyen Âge, a composé le poème intitulé L'exclamation en la mort de Marie d'Anjou, où sa vie, après sa disparition, est présentée comme une apothéose.

## Généalogie

### Descendance
De Charles VII, elle avait eu 
- Louis, règne sous le nom de Louis XI, (3 juillet 1423 - 30 août 1483) ;
- Jean, né et mort le 19 septembre 1425
- Radegonde, née en août 1428 à Chinon et morte à Tours le 19 mars 1445, fiancée en 1430 à Sigismond d'Autriche;
- Catherine, née vers 1431 ou 1432 et morte en 1446, épouse du futur Charles le Téméraire, alors comte de Charolais
- Jacques (1432-1437)
- Yolande (1434-1478) épouse le futur duc de Savoie Amédée IX en 1452. Quand ce dernier meurt, elle devient régente de Savoie.
- Jeanne (1435-1482), épouse en 1452 le futur duc Jean II de Bourbon.
- Philippe (1436-1436)
- Marguerite (1437-1438)
- Jeanne (7 septembre 1438 - 26 décembre 1446) ;
- Marie (7 septembre 1438 - 14 février 1439)
- Marie (1441-1441) ;
- Madeleine (1443-1495), en 1462, elle épouse Gaston de Foix, prince de Viane ; régente de Navarre de 1479 à 1494
- Charles de France (1446-1472).